# Взаимна разбираемост
Взаимната разбираемост (на английски: Mutual intelligibility) е лингвистичен термин, с който се означава връзката между езиците или диалектите, на които говорещите, различни но свързани варианти, могат бързо да се разберат един друг, без предварително познание и специални усилия. Понякога това е използвано като един важен критерий за различаване на езици от диалекти, въпреки че социолингвистичните фактори са често използвани. 
Взаимна разбираемост може да бъде асиметрична, като говорещите първия език разбират повече от втория, отколкото говорещите втория разбират първия език. Когато това е относително асиметрично, то се дефинира като "взаимно". Това съществува в различните степени сред многото свързани или близки географски езици по света.   
Лингвистичната дистанция е метод за изчисляване на мярка колко различен е един език от друг език. Колкото по-висока е лингвистичната дистанция, толкова по-малка е взаимната разбираемост.  
Степента на взаимно разбиране понякога, но невинаги, се приема като критерий за разграничаване на понятията по парадигмата: език – наречие - диалект - говор.
Взаимната разбираемост може да бъде асиметрична и симетрична в зависимост от това дали единият език е произлязъл от другия или двата имат общ произход от друг, примерно мъртъв език. Обикновено взаимната разбираемост предполага в различна степен географска или друга близост, често в контекста на диалектния континуум.
Примерно – между български, македонски и сръбските наречия от т.нар. балкански езиков съюз (косовско-ресавски говор) съществува взаимна разбираемост, като на тази основа са възприети още две български книжовни норми - банатска българска книжовна норма и македонска българска книжовна норма, като последната има политически статус. По същия начин между сръбски, хърватски, босненски и черногорски съществува взаимна разбираемост, на базата на която е изграден сърбохърватския език. Първата група езици ползват и преимуществено кирилицата, а втората - латиницата.